# Luis-Tomas de Borbón-Condé y Valois
Luis Tomás de Borbón-Condé y Valois (1718 - 1799). Hijo natural de Carlos, Conde de Charolais y de Jeanne de Valois-Saint-Rémy, descendiente del rey Enrique II de Valois a través de una rama ilegítima.

## Biografía
Su nacimiento plantea serios problemas a su padre, que luchó toda su vida para hacerlo legítimo. De hecho, el matrimonio de su padre con Juana de Valois no fue reconocido por el Príncipe de Condé. A falta de herederos varones, no se podía aceptar que los derechos de la casa Condé pasaran a la descendencia de un matrimonio ilegítimo con una rama de la Casa de Valois. Además de que Tomás de Valois, el padre de Jeanne, tenía una mala reputación, y un matrimonio con su hija era indeseable por cualquiera. 
Luis Tomas se educó en una familia que trabajaba en las fincas en Chantilly, y posteriormente se convirtió en el administrador de la finca y trabajó en las actividades industriales de la familia, incluyendo fábricas de encajes y de porcelana. Recibió de su padre, los títulos de Conde de Anisy, Ecouen, Vallery, y Fere. Pero esto irritó a la princesa de Conti, que consideró que estos títulos pertenecían por derecho al joven príncipe de Condé y no a un hijo bastardo.
El rey, que había tenido suficiente con los problemas causados por su padre, Carlos, decidió, en 1745, exiliar a Luis Tomas a Inglaterra con la prohibición de no regresar jamás a Francia. Lo que hace para ganarse la vida entonces no se conoce, pero a través de él descienden los Borbón-Condé de Inglaterra.